# تراولینگ
تراولینگ (به انگلیسی: Traveling)، یا تخلف گام‌های اضافه یکی از قواعد مهم و کلیدی در بازی بسکتبال است. این تخلف زمانی رخ می دهد که بازیکن توپ را در دست داشته باشد و بیش از دو گام بردارد یا زمانی که مالک توپ می‌شود و ایستاده است، هر دو پای خود را حرکت دهد. لازم به ذکر است که تراولینگ تخلف می‌شود و خطا نمی‌باشد. به همین دلیل برای بازیکنی که مرتکب تراولینگ می‌شود خطای شخصی در نظر گرفته نمی‌شود.

## تفاوت رانینگ با تراولینگ
رانینگ تخلف نیست، بلکه نوعی لی آپ می‌باشد که در NBA وجود دارد و در قوانین FIBA تراولینگ به حساب می‌آید. رانینگ زمانی رخ می دهد که بازیکن حمله‌کننده بدون اینکه بازیکن دیگری روبرویش قرار داشته باشد به سمت حلقه حرکت می‌کند و در لی آپ خود بیش از دو گام بر میدارد (یعنی سه گام بردارد) رانینگ لی آپ نامیده می‌شود. معمولاً دانک‌های لبرون جیمز، پاول جورج و وینس کارتر به صورت رانینگ لی آپ به ثمر میرسد.